# Хуптакрау

## Описание
Хуптакрау (hooptakraw - англ.) — игра с мячом, распространенная в странах Юго-Восточной Азии. Является одной из составных частей Сепактакрау. Цель игры в Хуптакрау заключается в том, что игроки команды состоящей из 5 или 7 человек, стоя по кругу диаметром 2 м, удерживают мяч в воздухе, набивая его или передавая партнеру любой частью тела, за исключением рук, с целью попасть в подвешенные над площадкой обручи в виде гнезда. После каждого удачного попадания в гнездо один из представителей команды опускает гнездо с мячом вниз и игра продолжается. Каждый новый розыгрыш мяча в начале партии, после удачной атаки и в случае падения мяча на пол начинается вводом мяча рукой одним из игроков.  Каждому игроку разрешается атаковать гнездо одним из восьми разрешенных способов разной сложности: ударами внешней и внутренней стороной стопы, носком, подошвой, коленом, скрестным ударом в прыжке, головой и плечом. Победителем считается команда, игроки которой за 30 минут нанесли по гнезду большее количество результативных ударов, при этом один игрок не может атаковать гнездо одним способом более трёх раз. Наибольшей популярностью Хуптакрау пользуется в Малайзии, Таиланде, Камбодже, Индонезии, Вьетнаме, Мьянме и на Филиппинах.

## История
Прообразом современного Хуптакрау можно считать японскую игру Кемари известную с VII веке нашей эры. В игре участвовало до 8 человек. Цель игры - сохранить мяч в воздухе как можно дольше с помощью командных действий нескольких игроков. Игроки могли самостоятельно жонглировать мячом или передавать его партнёру касаясь головой, ступнями, коленями, спиной, иногда разрешалось играть плечами.
Первые упоминания об играх ногами в мяч в странах Индокитая и Юго-Восточной Азии стали появляться начиная с XI века:  “Takraw” – в Таиланде, “Sipa” –  на Филиппинах, “Sepakpaga ” –  в Малайзии и Брунее, “Sepraga” – в Сингапуре, “ChingLoong” –  в Мьянме, “Rago” –  в Индонезии, “Katop” –  в Лаосе. Считается, что Хуптакрау в её современном виде зародилась в Малайзии и Таиланде в XV веке н.э.
Первые упоминания игры обнаружены в летописях Малаккского султаната. В то время игра была элитным видом спорта и играли в неё приближенные короля и представители высшего общества. В XVI веке игра распространилась по всей Индонезии, где люди называли ее SepakRaga. По одной из версий, после одного из своих многочисленных путешествий в XIII веке торговец Марко Поло привёз в Европу из Китая игру, которая требовала умения набивать мяч ногой в воздухе как можно большее количество раз . Стиль игры очень напоминал современную Хуптакрау, где игроки должны были обладать навыками удерживать мяч в отрыве от поверхности, играя ногами и подбивая его головой. В свободное время деревенские жители вставали на открытой площадке в круг, образовывали несколько команд по 4-5 человек, и помогая друг другу, старались удержать мяч, сплетённый из тростника или ротанга, в воздухе в течение более продолжительного времени. В игре принимали участие представители разных возрастных групп. Коллективная игра позволяла людям чувствовать себя частью определённой общности, поднимала настроение, помогала расслабляться после тяжелой работы. В то время игра одной из наиболее популярных игр с мячом в Азии.
Сохранились зарисовки игры в Takraw, сделанные голландскими путешественниками, которые наблюдали её на Молуккских островах в конце XVI века. В начале XX века для игры стали использовать сетку, разделяющую площадку на две равные части. Игра под общим названием Сепактакрау разделилась на две части: regu - игра через сетку и circle - игра в круге на удержание мяча. Позже над площадкой подвесили гнездо - 3 соединенных между собой обруча, в которые должны были попадать игроки. Так появилась новая разновидность игры Hoop Sepaktakraw. С конца 20 века в Хуптакрау составе Сепактакрау, наряду с Regu, одна из обязательных спортивных дисциплин на Азиатских играх и чемпионатах мира по Сепактакрау.
Управляющей организаций, регулирующей Cепактакрау, является International Sepak Takraw Federation (ISTAF). Главным турниром для мужских национальных сборных является чемпионат мира — Королевский кубок Сепактакрау» (King's Cup Sepak Takraw World Championship - англ.). С 1965 года он включён в программу Игр Юго-Восточной Азии, а с 1990 года — в программу Азиатских игр. В 1988 году и в 1990 году в Куала-Лумпуре состоялись первые чемпионаты мира по Cепактакрау.

## Игровая площадка

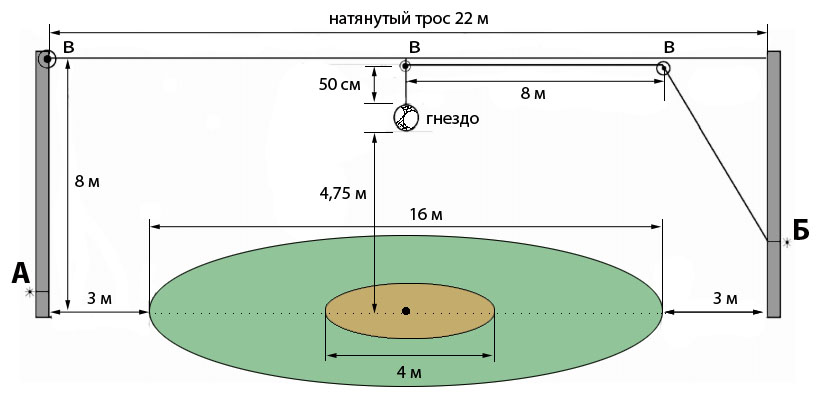

Для игры в Хуптакрау используется игровая площадка, состоящая из внутреннего круга диаметром 4 метра, вокруг которого будут играть 5(7) игроков одной команды.
Над центральной точкой внутреннего круга подвешено гнездо, состоящее из тройных обручей, которое прикреплено к веревке, переброшенной через два блока, и прикрепленной к рычагу подъёма-опускания гнезда. Длина веревки между вершиной гнезда и блоком должна составлять не менее 50 см.
Гнездо должно быть подвешено на такой высоте, чтобы нижний край обернутых обручей составлял 4,75 м над поверхностью площадки для мужчин, и 4,5 м для женщин.

## Гнездо
Гнездо состоит из 3 одинаковых обручей с внутренним диаметром 50 см, которые соединяются по бокам, образуя треугольник. Тройные обручи должны быть изготовлены из металла, обернутого прокладкой из пенопласта периметром не более 10 см. Сетчатая веревочная сетка должна крепиться вокруг обернутых металлических ободков каждого из тройных обручей и свисать с внутренней стороны.

## Мяч

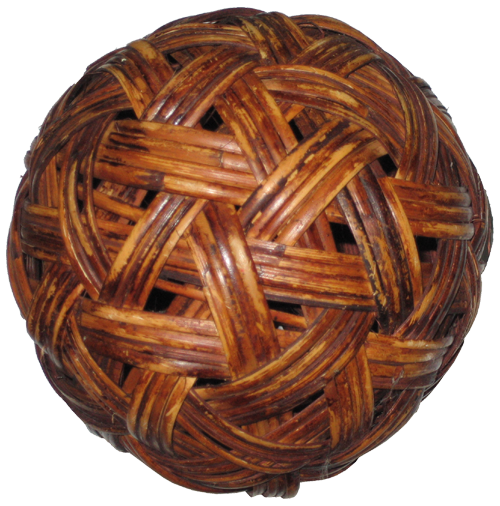

Мяч должен иметь 12 отверстий и 20 пересечений, длину окружности не менее 42–44 см (16,5–17,3 дюйма) для мужчин и 43–45 см (16,9–17,7 дюйма) для женщин. Вес мяча должен быть в диапазоне от 170 до 180 г (6,0–6,3 унции) для мужчин и от 150 до 160 г (5,3–5,6 унции) для женщин. Тип материала, использованный для изготовления мяча или для покрытия мяча резиновым или мягким долговечным покрытием, должен быть одобрен ISTAF, прежде чем он будет использован для любых соревнований  .

## Игровой формат

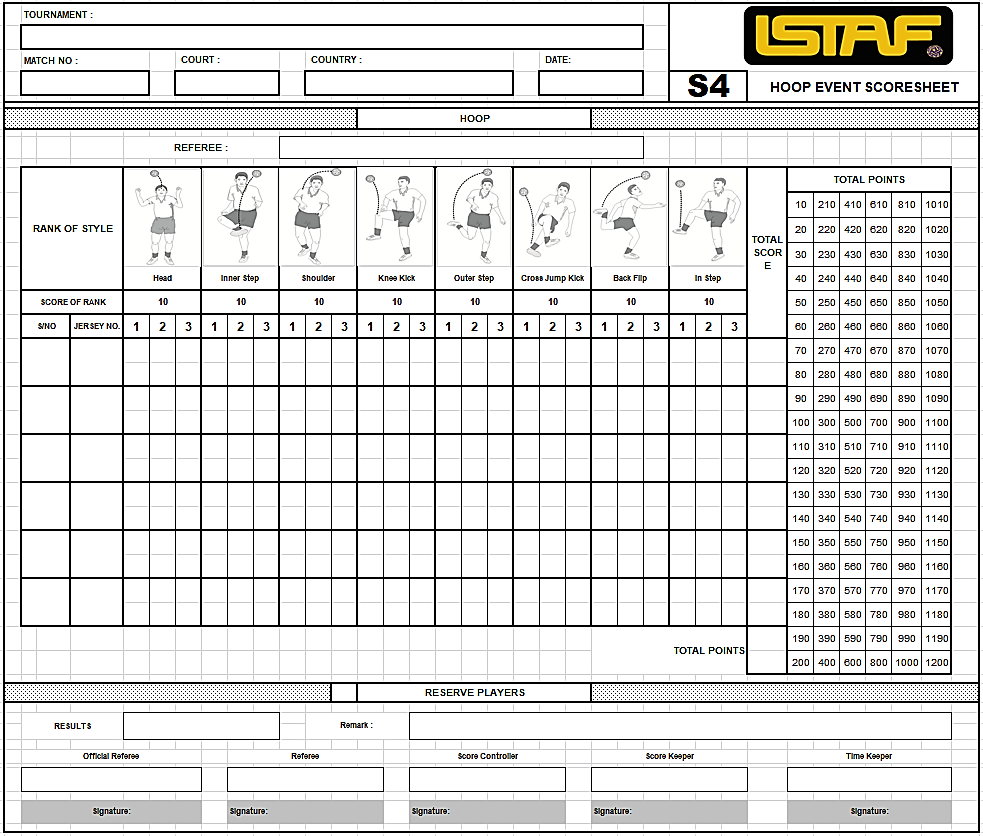
Протокол официального матча по Хуптакрау

- В начале игры 5(7) игроков должны располагаться вокруг круга в определенном порядке. В процессе игры участники могут изменять свою позицию с рядом стоящим игроком.
- Каждой команде даётся 30 минут игрового времени, чтобы набрать наибольшее количество очков.
- По стартовому сигналу рефери один игрок бросает мяч другому игроку, стоящему через круг от него. После получения мяча игрок должен отдать пас любому другому игроку; только после этого момента можно попытаться атаковать гнездо, ударив по мячу в один из трех обручей, используя любой допустимый стиль.
- Игрок, вводящий мяч в игру, и все другие игроки должны находиться вне внутреннего круга площадки, как только мяч покидает руку игрока, бросающего мяч, все игроки могут свободно перемещаться в любом месте вокруг площадки.
- Мяч считается "вне игры", когда он: падает на площадку; касается любых препятствий за пределами площадки или потолка; успешно попадает в гнездо.
- Игрок, который забивает мяч в гнездо или роняет его на землю, должен вводить  мяч в игру.
- В то время как мяч находится в игре, ни один игрок не может коснуться или поймать его своими руками. Единственный раз, когда игрок может коснуться мяча руками, это когда он вводит его игру.
- После того, как мяч введен в игру, попытка забить разрешается только тогда, когда гнездо поднято обратно на указанную высоту.
- Нарушения правил: мяч касается руки или плеча любого игрока; игрок контактирует с мячом более 3 раз подряд, игрок умышленно ловит или задерживает мяч во время игры.
- За каждое успешное попадание мяча в гнездо, независимо от стиля удара и степени сложности, команде начисляется 10 баллов. Исключения представляют случаи, когда: игрок использует один и тот же стиль более трех раз; игрок использует неразрешенный стиль удара; мяч отскакивает от гнезда и не падает вниз в сетку; мяч попадает в гнездо после броска с руки; мяч попадает в гнездо после того, как официальное время для игры закончилось.
- Команда, набравшая большее количество очков, после того, как все команды закончили соревнование, является победителем.
- В случае, если две команды набрали равное количество очков, победитель определяется путем 5-минутного тай-брейка. 5-минутные тай-брейки, будут продолжены, пока победитель не будет определен [3].

## Удары
Допустимые стили ударов по мячу, в зависимости от возрастающей степени сложности:
- HeaderKick - удар по мячу головой вверх.
- InsideKick - удар по мячу вверх внутренней стороной стопы.
- ShoulderThrust - удар по мяч вверх с верхней части плеча.
- KneeBump - удар мяча вверх верхней частью бедра.
- OutsideKick - удар по мячу внешней стороной стопы.
- FlyingClipper – скрестный удар по мячу в прыжке сзади внутренней стороной стопы.
- BlindSoleKick - удар подошвой сзади.
- ToeKick - удар по мячу вверх от кончиками пальцев ног (носком).